# فهرست فیلم‌های ایرانی
فهرست فیلم‌های ایرانی بر اساس سال ساخت در ادامه موجود است. به‌طور متوسط سالانه ۵۰ تا ۸۰ فیلم بلند سینمایی در ایران تولید می‌شود و فهرست زیر شامل حدود ۴ هزار عنوان فیلم سینمایی است.

## پیش از انقلاب
- فهرست فیلم‌های ایرانی سال ۱۳۰۹
- فهرست فیلم‌های ایرانی سال ۱۳۱۰
- فهرست فیلم‌های ایرانی سال ۱۳۱۱
- فهرست فیلم‌های ایرانی سال ۱۳۱۲
- فهرست فیلم‌های ایرانی سال ۱۳۱۳
- فهرست فیلم‌های ایرانی سال ۱۳۱۴
- فهرست فیلم‌های ایرانی سال ۱۳۱۵
- فهرست فیلم‌های ایرانی سال ۱۳۱۶
- فهرست فیلم‌های ایرانی سال ۱۳۱۷
- فهرست فیلم‌های ایرانی سال ۱۳۱۸
- فهرست فیلم‌های ایرانی سال ۱۳۱۹
- فهرست فیلم‌های ایرانی سال ۱۳۲۰
- فهرست فیلم‌های ایرانی سال ۱۳۲۱
- فهرست فیلم‌های ایرانی سال ۱۳۲۲
- فهرست فیلم‌های ایرانی سال ۱۳۲۳
- فهرست فیلم‌های ایرانی سال ۱۳۲۴
- فهرست فیلم‌های ایرانی سال ۱۳۲۵
- فهرست فیلم‌های ایرانی سال ۱۳۲۶
- فهرست فیلم‌های ایرانی سال ۱۳۲۷
- فهرست فیلم‌های ایرانی سال ۱۳۲۸
- فهرست فیلم‌های ایرانی سال ۱۳۲۹
- فهرست فیلم‌های ایرانی سال ۱۳۳۰
- فهرست فیلم‌های ایرانی سال ۱۳۳۱
- فهرست فیلم‌های ایرانی سال ۱۳۳۲
- فهرست فیلم‌های ایرانی سال ۱۳۳۳
- فهرست فیلم‌های ایرانی سال ۱۳۳۴
- فهرست فیلم‌های ایرانی سال ۱۳۳۵
- فهرست فیلم‌های ایرانی سال ۱۳۳۶
- فهرست فیلم‌های ایرانی سال ۱۳۳۷
- فهرست فیلم‌های ایرانی سال ۱۳۳۸
- فهرست فیلم‌های ایرانی سال ۱۳۳۹
- فهرست فیلم‌های ایرانی سال ۱۳۴۰
- فهرست فیلم‌های ایرانی سال ۱۳۴۱
- فهرست فیلم‌های ایرانی سال ۱۳۴۲
- فهرست فیلم‌های ایرانی سال ۱۳۴۳
- فهرست فیلم‌های ایرانی سال ۱۳۴۴
- فهرست فیلم‌های ایرانی سال ۱۳۴۵
- فهرست فیلم‌های ایرانی سال ۱۳۴۶
- فهرست فیلم‌های ایرانی سال ۱۳۴۷
- فهرست فیلم‌های ایرانی سال ۱۳۴۸
- فهرست فیلم‌های ایرانی سال ۱۳۴۹
- فهرست فیلم‌های ایرانی سال ۱۳۵۰
- فهرست فیلم‌های ایرانی سال ۱۳۵۱
- فهرست فیلم‌های ایرانی سال ۱۳۵۲
- فهرست فیلم‌های ایرانی سال ۱۳۵۳
- فهرست فیلم‌های ایرانی سال ۱۳۵۴
- فهرست فیلم‌های ایرانی سال ۱۳۵۵
- فهرست فیلم‌های ایرانی سال ۱۳۵۶
- فهرست فیلم‌های ایرانی سال ۱۳۵۷

## پس از انقلاب
- فهرست فیلم‌های ایرانی سال ۱۳۵۸
- فهرست فیلم‌های ایرانی سال ۱۳۵۹
- فهرست فیلم‌های ایرانی سال ۱۳۶۰
- فهرست فیلم‌های ایرانی سال ۱۳۶۱
- فهرست فیلم‌های ایرانی سال ۱۳۶۲
- فهرست فیلم‌های ایرانی سال ۱۳۶۳
- فهرست فیلم‌های ایرانی سال ۱۳۶۴
- فهرست فیلم‌های ایرانی سال ۱۳۶۵
- فهرست فیلم‌های ایرانی سال ۱۳۶۶
- فهرست فیلم‌های ایرانی سال ۱۳۶۷
- فهرست فیلم‌های ایرانی سال ۱۳۶۸
- فهرست فیلم‌های ایرانی سال ۱۳۶۹
- فهرست فیلم‌های ایرانی سال ۱۳۷۰
- فهرست فیلم‌های ایرانی سال ۱۳۷۱
- فهرست فیلم‌های ایرانی سال ۱۳۷۲
- فهرست فیلم‌های ایرانی سال ۱۳۷۳
- فهرست فیلم‌های ایرانی سال ۱۳۷۴
- فهرست فیلم‌های ایرانی سال ۱۳۷۵
- فهرست فیلم‌های ایرانی سال ۱۳۷۶
- فهرست فیلم‌های ایرانی سال ۱۳۷۷
- فهرست فیلم‌های ایرانی سال ۱۳۷۸
- فهرست فیلم‌های ایرانی سال ۱۳۷۹
- فهرست فیلم‌های ایرانی سال ۱۳۸۰
- فهرست فیلم‌های ایرانی سال ۱۳۸۱
- فهرست فیلم‌های ایرانی سال ۱۳۸۲
- فهرست فیلم‌های ایرانی سال ۱۳۸۳
- فهرست فیلم‌های ایرانی سال ۱۳۸۴
- فهرست فیلم‌های ایرانی سال ۱۳۸۵
- فهرست فیلم‌های ایرانی سال ۱۳۸۶
- فهرست فیلم‌های ایرانی سال ۱۳۸۷
- فهرست فیلم‌های ایرانی سال ۱۳۸۸
- فهرست فیلم‌های ایرانی سال ۱۳۸۹
- فهرست فیلم‌های ایرانی سال ۱۳۹۰
- فهرست فیلم‌های ایرانی سال ۱۳۹۱
- فهرست فیلم‌های ایرانی سال ۱۳۹۲
- فهرست فیلم‌های ایرانی سال ۱۳۹۳
- فهرست فیلم‌های ایرانی سال ۱۳۹۴
- فهرست فیلم‌های ایرانی سال ۱۳۹۵
- فهرست فیلم‌های ایرانی سال ۱۳۹۶
- فهرست فیلم‌های ایرانی سال ۱۳۹۷
- فهرست فیلم‌های ایرانی سال ۱۳۹۸
- فهرست فیلم‌های ایرانی سال ۱۳۹۹
- فهرست فیلم‌های ایرانی سال ۱۴۰۰
- فهرست فیلم‌های ایرانی سال ۱۴۰۱
- فهرست فیلم‌های ایرانی سال ۱۴۰۲

## اکران نشده یا توقیف شده
- فیلم‌های اکران نشده ایرانی

## تله‌فیلم‌ها
- فهرست فیلم‌های تلویزیونی ایرانی

## نمایش خانگی یا ویدیو فیلم‌ها
- فهرست فیلم‌های ویدیویی ایرانی

## پویانمایی‌ها
- فهرست فیلم‌های پویانمایی، کارتونی و انیمیشن ایرانی

## فیلم‌های کوتاه
- رده:فیلم‌های کوتاه ایرانی

## فیلم‌های مستند
- فهرست فیلم‌های مستند ایرانی

## فیلم‌های سینمایی برتر
•مادر(1368)
•گوزنها
•قیصر
•کمال‌الملک (فیلم)(۱۳۶۲)
•مسافران مهتاب(۱۳۶۶)
•مجازات (فیلم ۱۳۵۴)
•تفنگدار (فیلم)(۱۳۶۲)
•مسافر ری(۱۳۷۲)
- ایران